# Генрих Мореплаватель
Ге́нрих Морепла́ватель (также встречается передача имени на русском как Энри́ке, порт. Henrique о Navegador; 4 марта 1394, Порту — 13 ноября 1460, Сагреш) — инфант Португалии, сын короля Жуана I, организатор многих португальских морских экспедиций на юг от Мавритании вдоль западноафриканского побережья. Один из наиболее популярных правителей в истории Португалии.
Вместе с отцом в возрасте 21 года участвовал в захвате Сеуты (1415 год), ставшей торговым форпостом португальской экспансии в Африке. С 1418 года инфант обосновался на юге Португалии у города Лагуша и основал там обсерваторию. Хотя сам Генрих в морских экспедициях не участвовал, он был прозван Мореплавателем за свой вклад в их организацию и финансирование, привлечение к ним купцов, судовладельцев и других заинтересованных в открытии новых торговых путей лиц. Распространено мнение, что в городе Сагреше им была основана навигационная школа, но современные историки считают, что это утверждение основано на неправильной интерпретации поздних (XVI век и позже) источников.
Похоронен в монастыре Баталья.

## Политическая деятельность

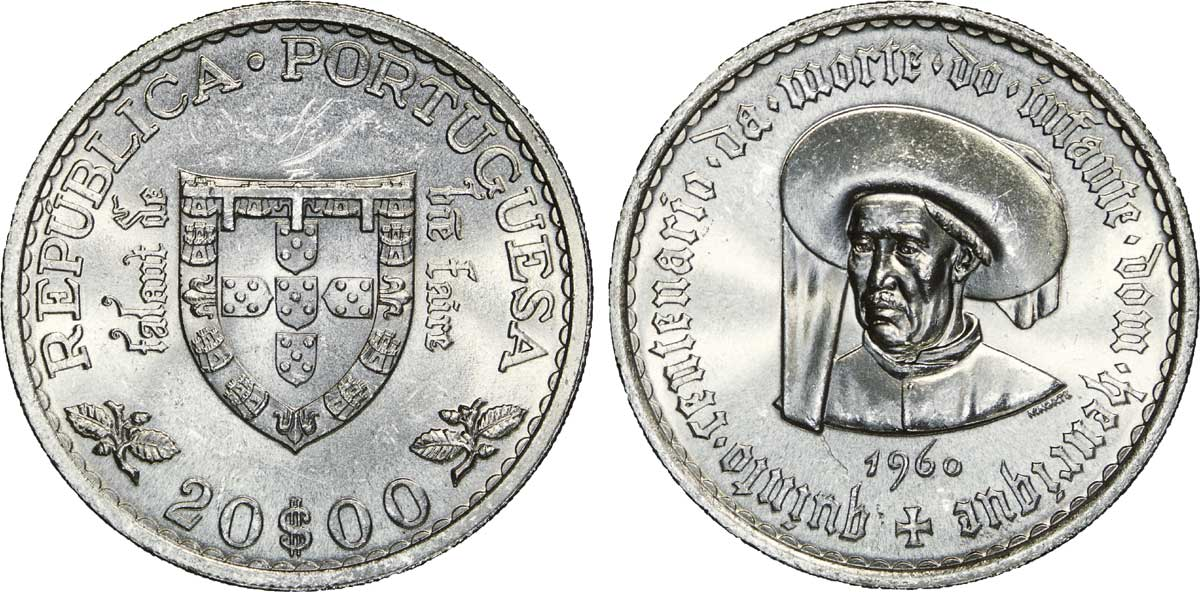
Генрих Мореплаватель и его герб. Монета, отчеканенная к 500-летию его смерти.

В деятельности Генриха Мореплавателя переплетались различные интересы: колонизатора (стремление к захвату новых территорий для португальской короны), исследователя (открытие новых земель, составление карт и т. д.), миссионера (распространение христианства среди новых народов), крестоносца (Генрих был великим магистром рыцарско-монашеского ордена Христа, участвовал в ряде походов против арабов Северной Африки). Большее внимание принц Энрике уделял плаваниям к югу вдоль западного берега Африки с целью найти восточный морской путь в Индию и борьбе против берберских пиратов для обеспечения безопасности мореплавания и пресечения опустошительных набегов на берега Португалии.
Поиск морского пути в далёкую Индию, источник драгоценных пряностей, был весьма важен для Португалии. Страна, расположенная в стороне от главных торговых маршрутов того времени, не могла с большой выгодой для себя участвовать в мировой торговле. Экспорт был невелик, а ценные товары Востока, такие, как пряности, португальцам приходилось покупать по очень высоким ценам, тогда как страна после войн с Кастилией была бедна и не имела для этого финансовых возможностей.
Однако географическое положение Португалии весьма благоприятствовало открытиям на западном берегу Африки и поискам морского пути в «страну пряностей». К тому же, Генрих был хорошо осведомлён о прибыльности и перспективности транссахарской торговли. Веками торговые пути, по которым везли рабов и золото, и соединявшие Западную Африку со Средиземноморьем через Западную Сахару, контролировали враждебные Португалии мусульманские государства Северной Африки. Энрике хотел знать, как далеко их владения простираются на юг континента, рассчитывая обогнуть его и наладить морскую торговлю с Западной Африкой, найдя союзников в легендарных христианских государствах к югу, в частности потерянного королевства Пресвитера Иоанна.
Начиная с 1419 года и вплоть до своей смерти, Генрих одну за другой снаряжал экспедиции, которые открыли ряд островов у западного побережья Африки: остров Мадейра (1419), Азорские острова (1427), острова Зеленого Мыса (Диогу Гомеш в 1460). В то время европейцы не знали, что находится за мысом Нун на побережье современного Марокко; старинные морские легенды называли этот мыс пределом для мореплавания, предупреждали об океанических монстрах, непригодном для плавания море и палящем солнце, которые уничтожат любой корабль, посмевший заплыть за этот мыс, но мореходы принца Энрике пренебрегли ими: начиная с 1421 года они стали регулярно заплывать за него. Эти экспедиции обогнули мыс Бохадор (Жил Эанеш в 1434), мыс Кабо-Бланко, исследовали устья рек Сенегал и Гамбия (Диниш Диаш в 1445). Продвигаясь всё дальше и дальше, они привозили золото с гвинейского побережья, создавали на открытых землях опорные пункты. Сразу после появления первых партий чернокожих невольников и начала работорговли Генрих ввёл государственную монополию на торговлю рабами.

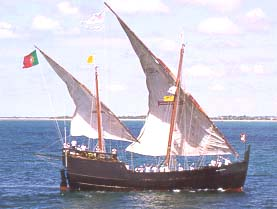
Португальская двухмачтовая каравелла-латина — корабль, открывший эпоху великих географических открытий

Понимая важность морской торговли и мореплавания, большое внимание инфант уделял развитию картографии и кораблестроения, приглашая в Португалию мастеров из разных стран.
В этот период корабли Средиземноморья были недостаточно быстры и манёвренны для дальних океанских путешествий и исследований. Под руководством Генриха был создан новый тип корабля — каравелла с косыми латинскими парусами. Такая каравелла могла идти быстро и очень круто к ветру, что делало её практически независимой от господствующего направления ветров. Она могла исследовать открытый океан и реки, и была более вместительной, чем её арабский прототип.
В 1452 году папа римский Николай V издал буллу Romanus Pontifex, которая подтверждала санкционированное ранее право христианских держав на порабощение нехристианских народов и одобряла дальнейшую колонизацию. Но главное, она запрещала другим христианским державам посягать на права португальцев в северо-западной Африке.

## Наследие
После смерти Генриха Мореплавателя продвижение португальцев на юг несколько замедлилось. Однако его деятельность заложила основы будущего морского и колониального могущества Португалии. Он был не чужд и политической борьбы, в частности, участвовал в интригах вокруг португальского престола. В военных делах успех далеко не всегда оказывался на стороне инфанта. Например, под его командованием португальские войска потерпели сокрушительное поражение при попытке взятия Танжера в 1437 году, после чего Генрих Мореплаватель готов был отдать и Сеуту. Принц Генрих умер в 1460 году, и к этому времени португальские исследователи достигли побережья нынешней Сьерра-Леоне и открыли острова Зелёного Мыса. Усилия Генриха воодушевили португальских мореплавателей обогнуть мыс Доброй Надежды и найти морской путь в Индию и на Дальний Восток.

## Память

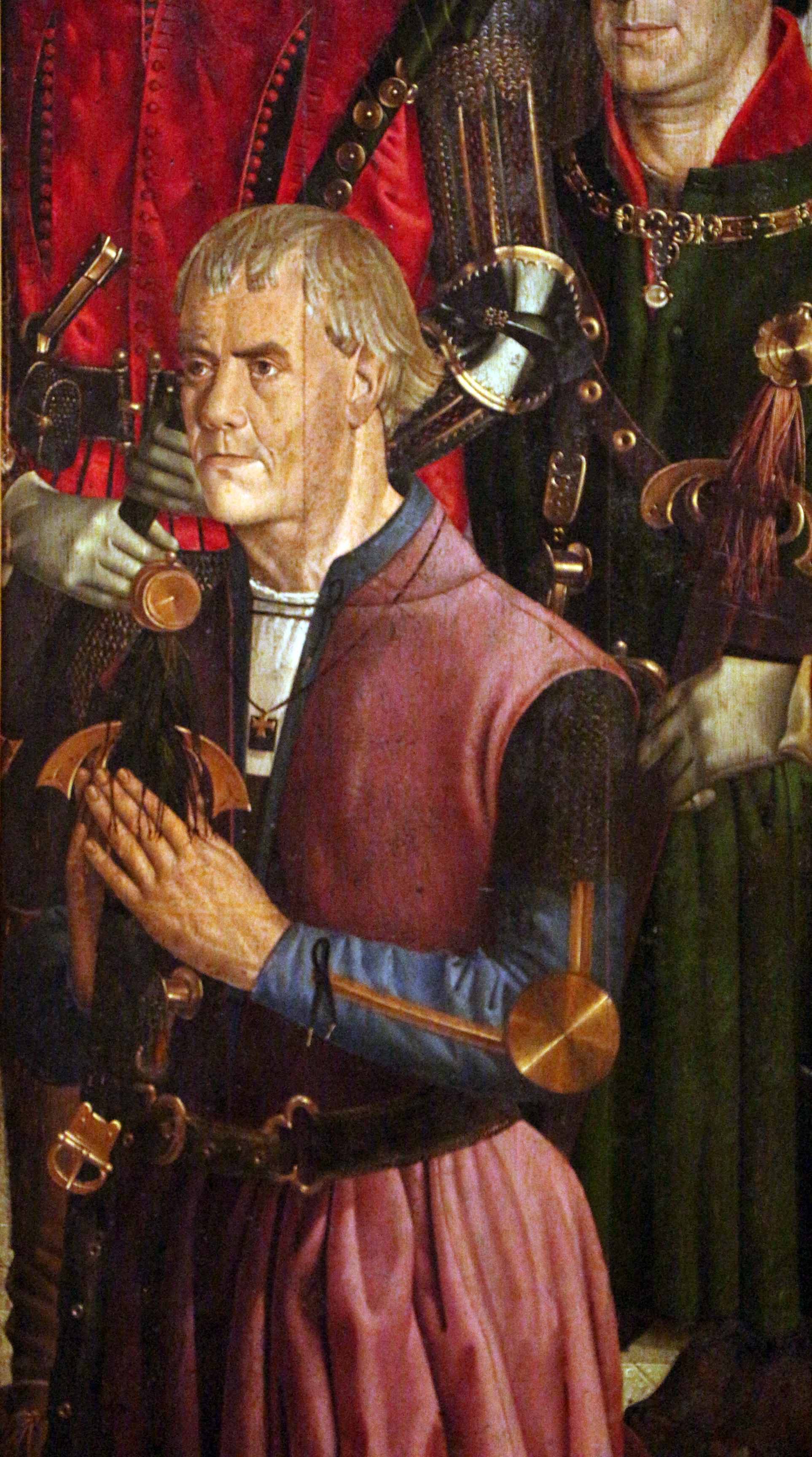
Генрих Мореплаватель на створке «Рыцари» «Полиптиха святого Винсента» Нуну Гонсалвеша

Статуя Генриха Мореплавателя возглавляет ряд скульптур на памятнике первооткрывателям в Лиссабоне.
В настоящее время имеется альтернативная версия идентификации инфанта на панно Нуну Гонсалвеша «Полиптих святого Винсента», согласно которой Генрих Мореплаватель изображён в качестве фиолетового (roxo) рыцаря на коленях с молитвенно сложенными на груди руками на первом плане створки «Рыцари».
В 1960 году был учреждён национальный португальский орден Инфанта дона Энрике.